# Psilorhynchus
Psilorhynchus — рід коропоподібних риб, єдиний у родині Psilorhynchidae.
Назва походить від грецьких слів ψιλός (псилос = лисий) та ρύγχος (ринхос = морда).
Перші викопні матеріали належать до нижньої третинної доби — еоцену.

## Поширення
Представники роду Psilorhynchus — це невеликі прісноводні бентосні риби. Більшість мешкає в гірських швидкоплинних, насичених киснем струмках з кам'янистим ґрунтом. Лише декілька видів відомі з рівнинних річок, де вони мешкають у неглибоких водоймам, дно яких складається з гальки та піску.
Поширені переважно в передгір'ях і високогірних районах Гімалаїв у басейні Гангу-Брахмапутри на північному сході Індії, в Непалі, Бангладеш та на південному сході Тибету. Високим видовим різноманіттям рід Psilorhynchus відрізняється в гірському регіоні на кордоні Індії та М'янми, зокрема в басейні річок Чиндвін (права притока Іраваді) у Маніпурі та Каладан у Мізорамі, на західних схилах Араканських гір (басейн річки Анн-Чаунг) на заході М'янми. Далі на схід представники роду відомі в басейні річок Іраваді в північно-східній та центральній М'янмі та в південно-західній частині Юньнані (Китай). Ще один вид походить з басейну річки Атаран у межах хребта Тенассерім, що відокремлює М'янму від Таїланду, інший вид — із Західних Гатів у Південній Індії (Карнатака).

## Види
Тривалий час рід Psilorhynchus вважався відносно бідним на види, до 2007 року їх було відомо лише 7. Проте надалі кількість описаних видів стрімко зростала завдяки збільшенню кількості експедицій до районів, які були погано досліджені. Станом на жовтень 2023 року рід налічував 32 дійсні види:
- Psilorhynchus amplicephalus  Arunachalam, Muralidharan & Sivakumar, 2007
- Psilorhynchus arunachalensis  (Nebeshwar, Bagra & Das, 2007)
- Psilorhynchus balitora  (Hamilton, 1822)
- Psilorhynchus bichomensis  Shangningam, Kosygin & Gopi, 2019
- Psilorhynchus brachyrhynchus  Conway & Britz, 2010
- Psilorhynchus breviminor  Conway & Mayden, 2008
- Psilorhynchus chakpiensis  Shangningam & Vishwanath, 2013
- Psilorhynchus gokkyi  Conway & Britz, 2010
- Psilorhynchus hamiltoni  Conway, Dittmer, Jezisek & Ng, 2013
- Psilorhynchus homaloptera  Hora & Mukerji, 1935
- Psilorhynchus kaladanensis  Lalramliana, Lalnuntluanga & Lalronunga, 2015
- Psilorhynchus kamengensis  Dey, Choudhury, Mazumder, Bharali, Thaosen & Sarma, 2020
- Psilorhynchus khopai  Lalramliana, Solo, Lalronunga & Lalnuntluanga, 2014
- Psilorhynchus konemi  Shangningam & Vishwanath, 2016
- Psilorhynchus maculatus  Shangningam & Vishwanath, 2013
- Psilorhynchus magnaoculus  Shangningam & Kosygin, 2021
- Psilorhynchus melissa  Conway & Kottelat, 2010
- Psilorhynchus microphthalmus  Vishwanath & Manojkumar, 1995
- Psilorhynchus nahlongthai  Dey, Choudhury, Mazumder, Thaosen & Sarma, 2020
- Psilorhynchus nepalensis  Conway & Mayden, 2008
- Psilorhynchus ngathanu  Shangningam & Vishwanath, 2013
- Psilorhynchus nudithoracicus  Tilak & Husain, 1980
- Psilorhynchus olliei  Conway & Britz, 2015
- Psilorhynchus pavimentatus  Conway & Kottelat, 2010
- Psilorhynchus piperatus  Conway & Britz, 2010
- Psilorhynchus pseudecheneis  Menon & Datta, 1964
- Psilorhynchus rahmani  Conway & Mayden, 2008
- Psilorhynchus robustus  Conway & Kottelat, 2007
- Psilorhynchus rowleyi  Hora & Misra, 1941
- Psilorhynchus sucatio  (Hamilton, 1822)
- Psilorhynchus tenura  Arunachalam & Muralidharan, 2008
- Psilorhynchus tysoni  Conway & Pinion, 2016

## Опис
Представники роду Psilorhynchus — це дрібні риби, максимальна довжина яких становить близько 8 см. Тіло спереду вдавлене згори, далі набуває циліндричної форми й стиснуте з боків позаду. Псилоринхи мають вигнуту дугою спину та сплощену черевну поверхню, що, ймовірно, є адаптацією до бентосного реофільного способу життя. Рот маленький, нижній, губи м'ясисті. Морда лопатоподібна за формою, виступає вперед, вусики відсутні. Краї щелеп гострі й ороговілі. 4 глоткових зуба, що стоять в один ряд. Зяброві отвори вузькі. У спинному плавці 2-3 нерозгалужені та 7-9 розгалужених променів, в анальному 2-3 нерозгалужені та 5 розгалужених, у грудних по 4-10 нерозгалужених та по 9-12 розгалужених, у черевних плавцях по 2 нерозгалужені та по 7 розгалужених променів. Парні плавці стоять горизонтально. Бічна лінія повна. Луски від середнього розміру до великих, 31–50 лусочок у бічній лінії. Груди голі. Плавальний міхур редукований, його задня камера значно зменшена, а передня частково закрита кістковою капсулою. Відхідник розташований дуже близько до черевних плавців, принаймні 8 рядів лусок відділяють його від анального плавця.
Скелет у псилоринхів відзначається великою кількістю редукцій, ряд кісток, наявних у більшості коропоподібних, відсутні в представників роду Psilorhynchus. Представників роду також відзначає незвичний статевий диморфізм, для самців характерною є гіпертрофія кісткової капсули плавального міхура, наявність пост-Веберівського відростку та чашоподібне заглиблення на п'ятому ребрі.
Забарвлення псилоринхів адаптоване до кольорів ґрунту струмків або річок, де вони живуть. Зазвичай воно від темно-коричневого до коричневого кольору з темнішими сідлоподібними смугами на спині та блискітками на голові й окремих лусках.

## Філогенетичні зв'язки
Незважаючи на те, що перші два представники роду Psilorhynchus були описані ще 1822 року, з усіх короподібних ця група до початку XXI ст. найменше привертала увагу вчених. Вона також була найпроблематичнішою в плані визначення філогенетичної позиції роду, це питання було предметом суттєвих дискусій. Рід Psilorhynchus включали до чотирьох різних родин (Balitoridae, Cobitidae, Cyprinidae, Psilorhynchidae) та двох підродин в складі родини коропових (Cyprininae, Psilorhynchinae).
Представники роду демонструють багато похідних апоморфій та кілька примітивних плезіоморфій. Їхня незвична морфологія є результатом сильної екологічної спеціалізації, адаптацією до життя в швидкоплинних водах. Родина Psilorhynchidae, що складалася з єдиного роду Psilorhynchus, була створена ще 1926 року на підставі ряду меристичних показників та особливостей форми плавального міхура. Це рішення в подальшому отримало широку підтримку, але окремі автори оскаржували його. Врешті ретельний аналіз остеологічних і морфологічних ознак та філогенетичних зв'язків роду Psilorhynchus підтвердили статус цієї групи риб як окремої родини в складі надродини Cyprinoidea. Монофілія роду була підтримана 16 похідними ознаками.

## Групи видів
На підставі остеологічних даних та філогенетичного аналізу членів роду Psilorhynchus умовно поділяють на три групи видів: Psilorhynchus balitora, P. nudithoracicus і P. homaloptera. Група видів Psilorhynchus balitora є найбільшою з них. Вона включає такі види: P. amplicephalus, P. balitora, P. brachyrhynchus, P. breviminor, P. chakpiensis, P. gokkyi, P. hamiltoni, P. kaladanensis, P. kamengensis, P. maculatus, P. nahlongthai, P. nepalensis, P. ngathanu, P. olliei, P. pavimentatus, P. piperatus, P. rahmani. До складу групи видів Psilorhynchus nudithoracicus включають P. melissa, P. nudithoracicus, P. robustus, P. tenura. Групу видів Psilorhynchus homaloptera утворюють P. arunachalensis, P. bichomensis, P. homaloptera, P. khopai, P. konemi, P. microphthalmus, P. pseudecheneis, P. rowleyi. Psilorhynchus sucatio, вид, широко розповсюджений в басейні Ганга-Брахмапутри, не був віднесений до жодної з трьох зазначених груп, філогенетичний аналіз відновив його як сестринську групу до решти представників роду.
Члени групи видів P. homaloptera помітно відрізняються від решти видів. Вони мають сплощене спереду та стиснуте з боків у задній половині тіло, широкий череп, широкі парні плавці, маленькі очі, дрібніші лусочки, більшу кількість нерозгалужених променів грудних плавців (7-10), більшу кількість лусок в бічній лінії (39–48). Види P. homaloptera та P. psuedecheneis були виділені в окремий рід Psilorhynchoides  Yazdani, Singh & Rao, 1993, але зазначені ознаки не суворо обмежуються цими видами, й дійсність нового роду не була підтверджена, а назва Psilorhynchoides вважається синонімом Psilorhynchus.